# Saurauia mindorensis
Saurauia mindorensis är en tvåhjärtbladig växtart som beskrevs av Elmer Drew Merrill. Saurauia mindorensis ingår i släktet Saurauia och familjen Actinidiaceae. Inga underarter finns listade i Catalogue of Life.